# Всеволодова-Перель, Тамара Семёновна
Тама́ра Семёновна Все́володова-Пере́ль (10 июня 1930, Ленинград — 8 апреля 2018, [уточнить]) — советский и российский учёный-почвенный зоолог, один из крупнейших специалистов по систематике дождевых червей, доктор биологических наук (1974), ведущий научный сотрудник Института лесоведения РАН.

## Биография
Родилась 10 июня 1930 года в Ленинграде. Её отец, Семён Густавович Перель, был инженером, работал в Государственном институте по проектированию металлургических заводов. Мать, Мария Николаевна Всеволодова вела домашнее хозяйство.
С 1941 по 1944 год с семьей эвакуировалась в Свердловск.
В 1948 году окончила среднюю школу в Москве и поступила в Московский городской педагогический институт им. В. П. Потемкина. Научным руководителем был Иосиф Иосифович Малевич.
После окончания вуза три года работала школьным учителем. В 1955 году поступила в аспирантуру Московского государственного педагогического института им. В. И. Ленина к Меркурию Сергеевичу Гилярову.
В 1959 году защитила кандидатскую диссертацию на тему «Дождевые черви, как показатели условий в лесонасаждениях». После защиты стала работать в Лаборатории лесоведения АН СССР.
В 1979 году защитила докторскую диссертацию по теме «Распространение и закономерности распределения дождевых червей фауны СССР».
Скончалась[где?] 8 апреля 2018 года.

## Научные достижения и признание
Разработала систематику семейства Lumbricidae, которая была основана на сочетании внешних признаков и строения выделительной и половой систем. Обобщила данные по фауне дождевых червей бывшего СССР. Провела систематическую ревизию нескольких родов в объёме мировой фауны. Впервые для науки описала 28 видов и два подвида дождевых червей. Усовершенствовала классификацию жизненных форм семейства Lumbricidae на основе экологических и морфологических особенностей видов. Положила начало цитогенетических исследований дождевых червей.
Исследовала значение беспозвоночных-сапрофагов в процессах разложении подстилки в разных географических условиях. Проводила эксперименты по акклиматизации червей. Она разработала методику применения дождевых червей в целях мелиорации почв в аридных условиях.
Принимала участие в организации ряда всесоюзных и международных конференций. Входила в редколлегию журнала «Biology and Fertility of Soils».
В честь Т. С. Перель был назван род дождевых червей из семейства Lumbricidae — Perelia.

## Награды и премии
- 1970 — Медаль «В ознаменование 100-летия со дня рождения Владимира Ильича Ленина»[2]

## Публикации
Опубликовала более 130 научных работ, среди них:
Монографии
- Перель Т. С. Распространение и закономерности распределения дождевых червей фауны СССР. — М.: Наука, 1979. — 272 с.
- Всеволодова-Перель Т. С. Дождевые черви фауны России. — М.: Наука, 1997. — 102 с.

Основные статьи
- Горизонтова М.Н., Красная Л.А., Перель Т.С. Наблюдения над распределением и численностью дождевых червей в почве в течение года // Ученые записки МГПИ. им. Потемкина. — 1957. — Т. 65, № 6. — С. 161—178.
- Малевич И. И., Перель Т. С. Дождевые черви Теллермановского лесничества и их распределение в нагорной дубраве и лесах поймы // Ученые записки МГПИ. им. Потемкина. — 1958. — Т. 84. — С. 257—268.
- Перель Т. С. Зависимость численности и видового состава дождевых червей от породного состава лесонасаждений // Зоологический журнал. — 1958. — Т. 37, вып. 9. — С. 1307—1315.
- Гаврилов К.А., Перель Т.С. Дождевые черви и другие беспозвоночные в почвах лесов Вологодской области // Почвоведение. — 1958. — № 8. — С. 133—140.
- Валиахмедов Б. В., Перель Т. С. Различия заселенности темных сероземов и луговоболотных почв дождевыми червями и изменение их численности под влиянием обработок в Таджикистане // Зоологический журнал. — 1961. — Т. 41, № 12. — С. 1783—1792.
- Перель Т. С., Соколов Д. Ф. Количественная оценка участия дождевых червей Lumbricus terrestris в переработке листового опада // Зоологический журнал. — 1964. — Т. 43, № 11. — С. 1618—1625.
- Перель Т. С. Дождевые черви в почвах лесов Северо-Западного Кавказа // Влияние животных на продуктивность лесных биогеоценозов. — М.: Наука, 1966. — С. 146—165.
- Перель Т. С. Дождевые черви реликтовых лесов Западного Закавказья и Талыша // Pedobiologia. — 1967. — Т. 7. — С. 93—102.
- Перель Т. С., Карпачевский Л. О. О некоторых особенностях разложения опада в широколиственных лесах // Pedobiologia. — 1968. — Т. 8, № 3. — С. 12—21.
- Перель Т. С. Виды рода Dendrobaena в фауне СССР // Зоологический журнал. — 1972. — Т. 51, № 12. — С. 1788—1797.
- Гиляров М. С., Перель Т. С. Комплексы почвенных беспозвоночных хвойно-широколиственных лесов Дальнего Востока как показатель типа их почв // Экология почвенных беспозвоночных. — М.: Наука, 1973. — С. 40—59.
- Перель Т. С. Ревизия рода Eisenia Malm 1877 emend. Michaelsen, 1900 (Oligochaeta, Lumbricidae) // Зоологический журнал. — 1974. — Т. 53, № 11. — С. 1604—1615. — ISSN 0044-5134.
- Перель Т. С. Жизненные формы дождевых червей (Lumbricidae) // Журнал общей биологии. — 1975. — Т. 36, № 2. — С. 189—202. — ISSN 0044-4596.
- Всеволодова-Перель Т. С.  Распространение дождевых червей на севере Палеарктики (в пределах СССР) // Биология почв Северной Европы. — М.: Наука, 1988. — С. 84—103.
- Всеволодова-Перель Т. С., Сиземская М. Л. Интродукция дождевых червей в почву под лесными насаждениями в Прикаспии // Почвоведение. — 1989. — Т. 53, № 5. — С. 136—141. — ISSN 0044-5134.
- Всеволодова-Перель Т. С., Егорова С. В., Надточий С. Э. Участие различных групп беспозвоночных-сапрофагов в разложении опада в дубравах южной лесостепи // Лесоведение. — 1991. — № 1. — С. 80—84. — ISSN 0024-1148.
- Всеволодова-Перель Т. С., Булатова Н. Ш. Полиплоидные расы дождевых червей (Lumbricidae, Oligochaeta), распространенные в пределах Восточно-Европейской равнины и в Сибири // Известия РАН. Серия биологическая. — 2008. — № 4. — С. 448–452. — ISSN 0002-3329.